# هتل مهاجران بوینس آیرس

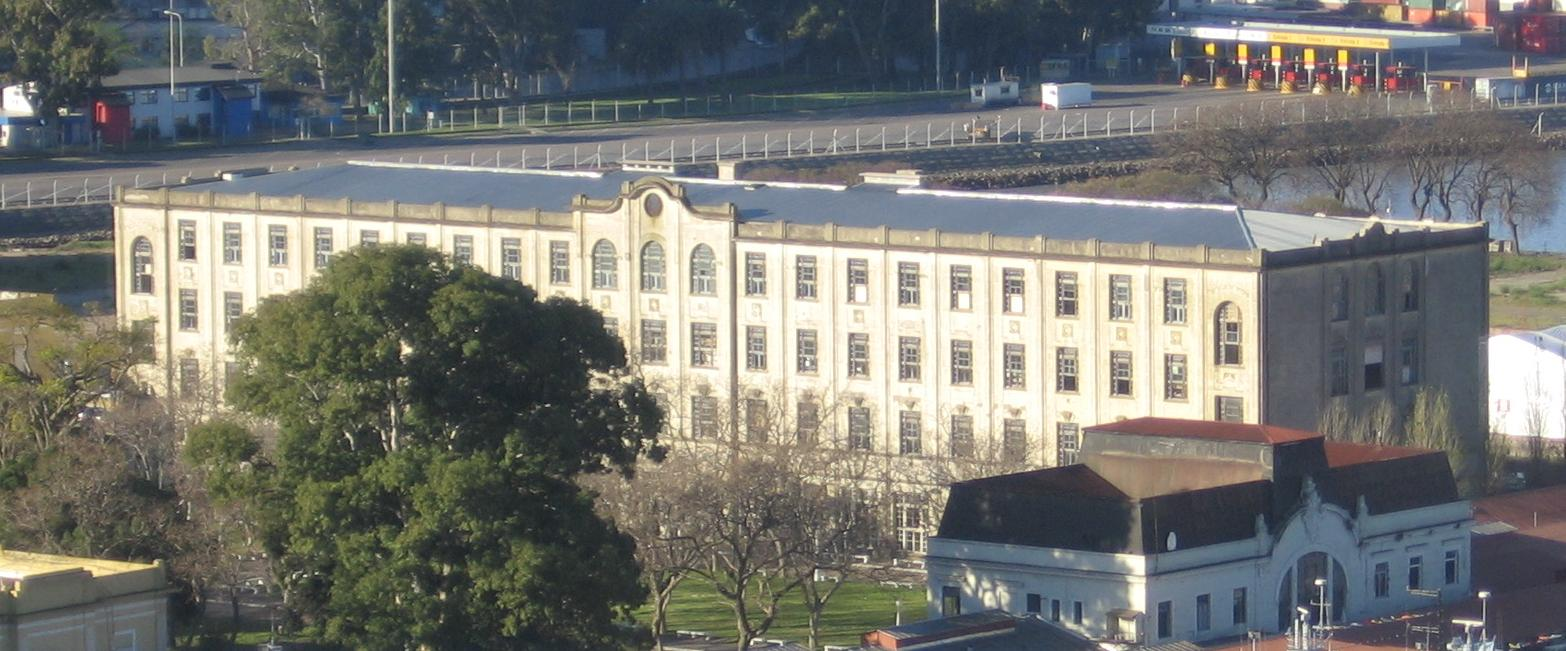
هتل مهاجران بوینس آیرس ، موزه ملی مهاجرت و موزه دانشگاه ملی ترس دو فوررو در آرژانتین

هتل مهاجران بوینس آیرس (به اسپانیایی: Hotel de Inmigrantes) مجموعه‌ای از ساختمان‌هایی است که بین سال‌های ۱۹۰۶ تا ۱۹۱۱ در بندر بوینس آیرس آرژانتین ساخته شده با هدف کمک به هزاران مهاجر و پناهجویی که از نقاط مختلف جهان به آرژانتین سفر می‌کردند، ساخته شد. هتل در سال ۱۹۵۳ کار خود را متوقف کرد، در سال ۱۹۹۵ به عنوان یک اثر ملی به ثبت رسید و امروزه موزه ملی مهاجرت و موزه دانشگاه ملی ترس دو فوررو (MUNTREF) به عنوان مرکز هنرهای معاصر قرار دارد.

## تاریخچه
این ساختمانها در کنار Darsena Norte (حوض شمالی) واقع در Puerto Madero قرار دارند. در آن‌ها خدمات اعزام، مراقبت پزشکی، اسکان و ارائه کار برای مهاجران تازه‌وارد ارائه می‌شد. اقامت بصورت رایگان فراهم می‌شده تا اینکه مهاجر کار پیدا کند. در این میان، کمک و مشاوره ای برای کمک به مهاجران در یافتن شغل و انتقال به محل کار ارائه می‌شده‌است.
ساخت و ساز در سال ۱۹۰۶ توسط شرکت اودینا و موسکا تحت نظارت وزارت امور عمومی آغاز شد. در ابتدا فقط اعزام مهاجران در این مجموعه صورت می‌گرفت و پس از آن اداره اشتغال، بیمارستان و درنهایت تسهیلات اسکان ارائه داده شد.